# Kirkby Mallory
Kirkby Mallory is een plaats in het Engelse graafschap Leicestershire.
De plaats maakt deel uit van de civil parish Peckleton.
Kirkby Mallory is met name bekend vanwege het racecircuit van Mallory Park.